# Nagacta schoutedeni
Nagacta schoutedeni är en insektsart som beskrevs av Navás 1914. Nagacta schoutedeni ingår i släktet Nagacta och familjen fjärilsländor. Inga underarter finns listade i Catalogue of Life.